# ناحیه قصر حیران
ناحیه قصر حیران (به عربی: دائرة قصر الحیران) یک ناحیه در الجزایر است که در استان الاغواط واقع شده‌است. ناحیه قصر حیران ۲٬۷۰۰ کیلومتر مربع مساحت و ۲۲٬۸۵۸ نفر جمعیت دارد.